# Alpenliga
L'Alpenliga est une ancienne compétition de hockey sur glace regroupant des équipes italiennes, autrichiennes, et slovènes.

## Historique
L'Alpenliga est créée en 1991. Lors de la première édition, elle comprend vingt équipes séparées en deux poules. En 1999, les clubs italiens se retirent et la compétition est remplacée par l'Interliga.

## Palmarès
- 1992 :  HC Devils Milano
- 1993 :  HC Alleghe
- 1994 :  HC Bolzano
- 1995 : les clubs disputent la Coupe des ligues européennes
- 1996 :  VEU Feldkirch
- 1997 :  VEU Feldkirch
- 1998 :  VEU Feldkirch
- 1999 :  VEU Feldkirch